# 法輪 (高曇晟)
法轮（618年十月—618年十二月）是高曇晟使用的年號，歷時三個月，於唐朝武德元年（618年）十二月被高開道消滅。

## 紀年對照表
| 法輪 | 元年  |
| ---- | ----- |
| 公元 | 618年 |
| 干支 | 戊寅  |

## 同期存在的其他政权年号
- 中國
  - 隋朝
    - 皇泰（618年－619年）：楊侗之年號

  - 隋末割據政權
    - 昌達（615年－619年）：楚政權朱粲之年號
    - 五鳳（618年－621年）：夏政權窦建德之年號
    - 永平（617年－618年）：魏政權李密之年號
    - 天興（617年－620年）：漢東政權刘武周之年號
    - 永隆（617年－628年）：梁政權梁師都之年號
    - 安樂（618年－619年）：涼政權李軌之年號
    - 始興（618年－624年）：燕政權高开道之年號

  - 唐朝
    - 武德（618年－626年）：唐高祖李淵之年號

  - 高昌
    - 義和（614年－619年）：义和王之年號
- 朝鮮半島
  - 新羅
    - 建福（584年－634年）：真平王之年號